# Tito Torbellino
Tomás Eduardo Tovar Rascón (Phoenix, Arizona, 24 de mayo de 1981 - Ciudad Obregón, Sonora, 29 de mayo de 2014) más conocido como Tito Torbellino, fue un cantante y compositor estadounidense del género regional mexicano; especializado en los estilos de banda sinaloense, norteño sinaloense y norteño con tuba. Era especialmente conocido por sus narcocorridos".

## Biografía
Tito Torbellino nació en Phoenix, Arizona en 1981.
Sus raíces mexicanas están en Ciudad Obregón, Sonora. Su carrera musical inició en 2002, cuando tomó la decisión de abandonar la secundaria y dedicarse por completo a lo que era su pasión: la música norteña. Desde los 15 años tocaba el acordeón y comenzaba a componer sus propias melodías.
Junto con la agrupación ‘Tito y su Torbellino’, grabó trece álbumes pero fue hasta que grabó con Sony Music en 2009 que inició su despliegue, y de ahí el ascenso fue a velocidad impresionante.

## Asesinato
Sucedió el 29 de mayo de 2014, cuando el famoso cantante de música regional mexicana se encontraba en un restaurante de comida asiática ubicado en Ciudad Obregón, Sonora, según testigos, se encontraba platicando con algunos colaboradores, cuando aproximadamente a las 15:25 horas, sujetos armados irrumpieron en el lugar y le dispararon múltiples veces a quemarropa. Falleció poco después en el traslado al hospital en la ambulancia, a día de hoy, no se conoce exactamente el motivo detrás de su asesinato, y han surgido decenas de teorías por internet, pero no se sabe específicamente cual sea la verdadera, lo único cierto es que Tito parecía tener una relación con el mundo del narcotráfico, ya que en varias fotografías se le observo posando a la cámara con armas de alto calibre.